# Тиннок, Билл
Уи́льям Джеймс Ти́ннок (англ. William James Tinnock; 5 апреля 1930, Окленд — 3 апреля 2017) — новозеландский гребец, выступавший за национальную сборную Новой Зеландии по академической гребле в первой половине 1950-х годов. Двукратный серебряный призёр Игр Содружества, победитель и призёр регат национального значения, участник летних Олимпийских игр в Хельсинки.

## Биография
Билл Тиннок родился 5 апреля 1930 года в Окленде, Новая Зеландия. 
Первого серьёзного успеха на взрослом международном уровне добился в сезоне 1950 года, когда вошёл в основной состав новозеландской национальной сборной и выступил на домашних Играх Британской империи в Окленде — в зачёте распашных восьмёрок с рулевым завоевал серебряную медаль, уступив на финише только команде Австралии.
Благодаря череде удачных выступлений удостоился права защищать честь страны на летних Олимпийских играх 1952 года в Хельсинки — стартовал здесь в распашных четвёрках совместно с Тедом Джонсоном, Джоном О’Брайеном, Керри Эшби и рулевым Колином Джонстоном, но на предварительном этапе занял последнее четвёртое место и не смог квалифицироваться дальше. В дополнительном утешительном заезде так же не квалифицировался, став вторым. По данным Олимпийского комитета Новой Зеландии, является 75-м по счёту новозеландским олимпийцем.
После хельсинкской Олимпиады Тиннок ещё в течение некоторого времени оставался в основном составе гребной команды Новой Зеландии и продолжал принимать участие в крупнейших международных соревнованиях. Так, в 1954 году он побывал на Играх Британской империи и Содружества наций в Ванкувере, откуда привёз награду серебряного достоинства, выигранную в распашных рулевых четвёрках — в финале новозеландцев вновь обошли австралийцы.
Был женат, имел троих детей.
Умер 3 апреля 2017 года в возрасте 86 лет.